# ЭкспоДонбасс

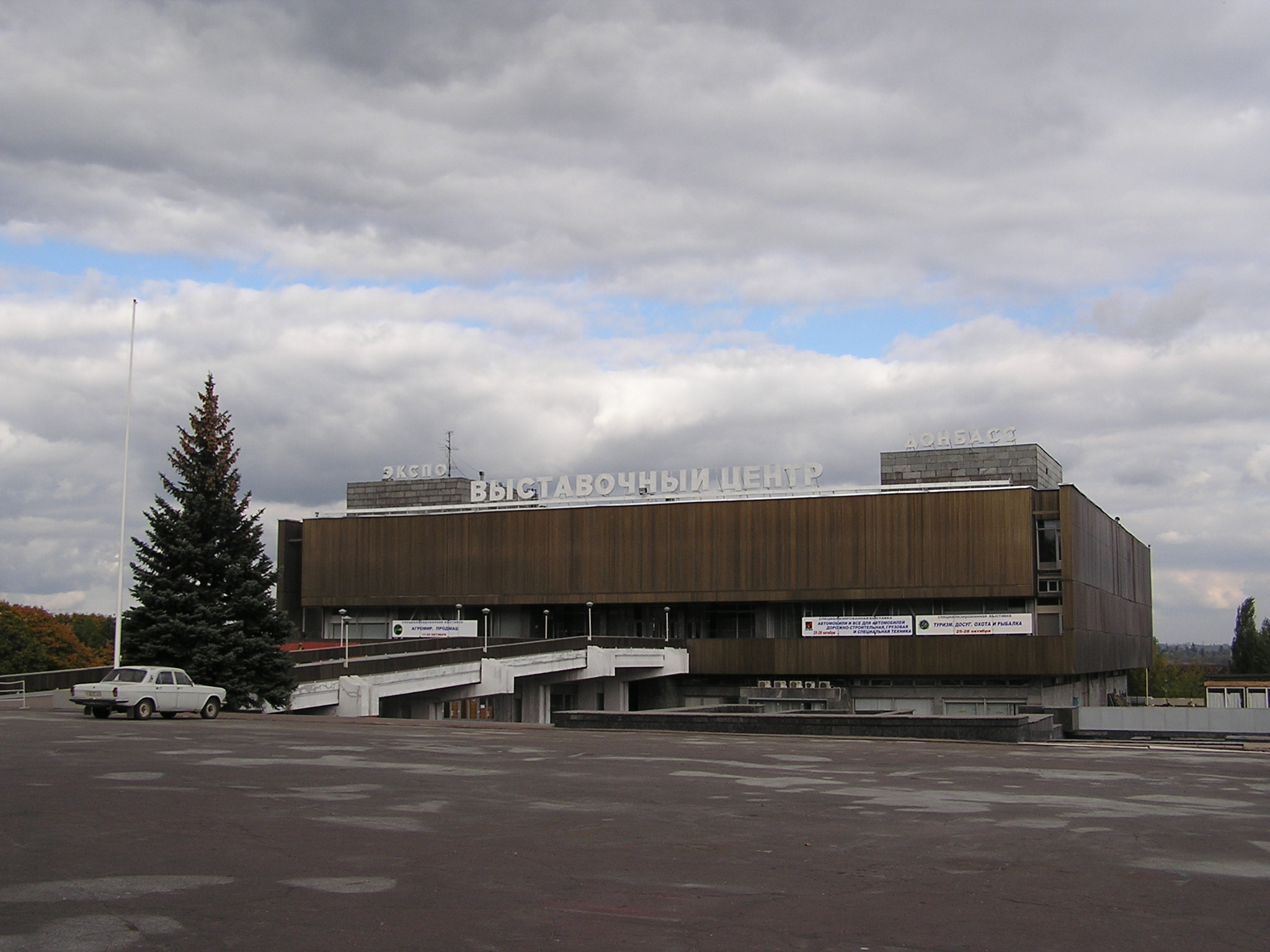
выставочный центр «ЭкспоДонбасс»

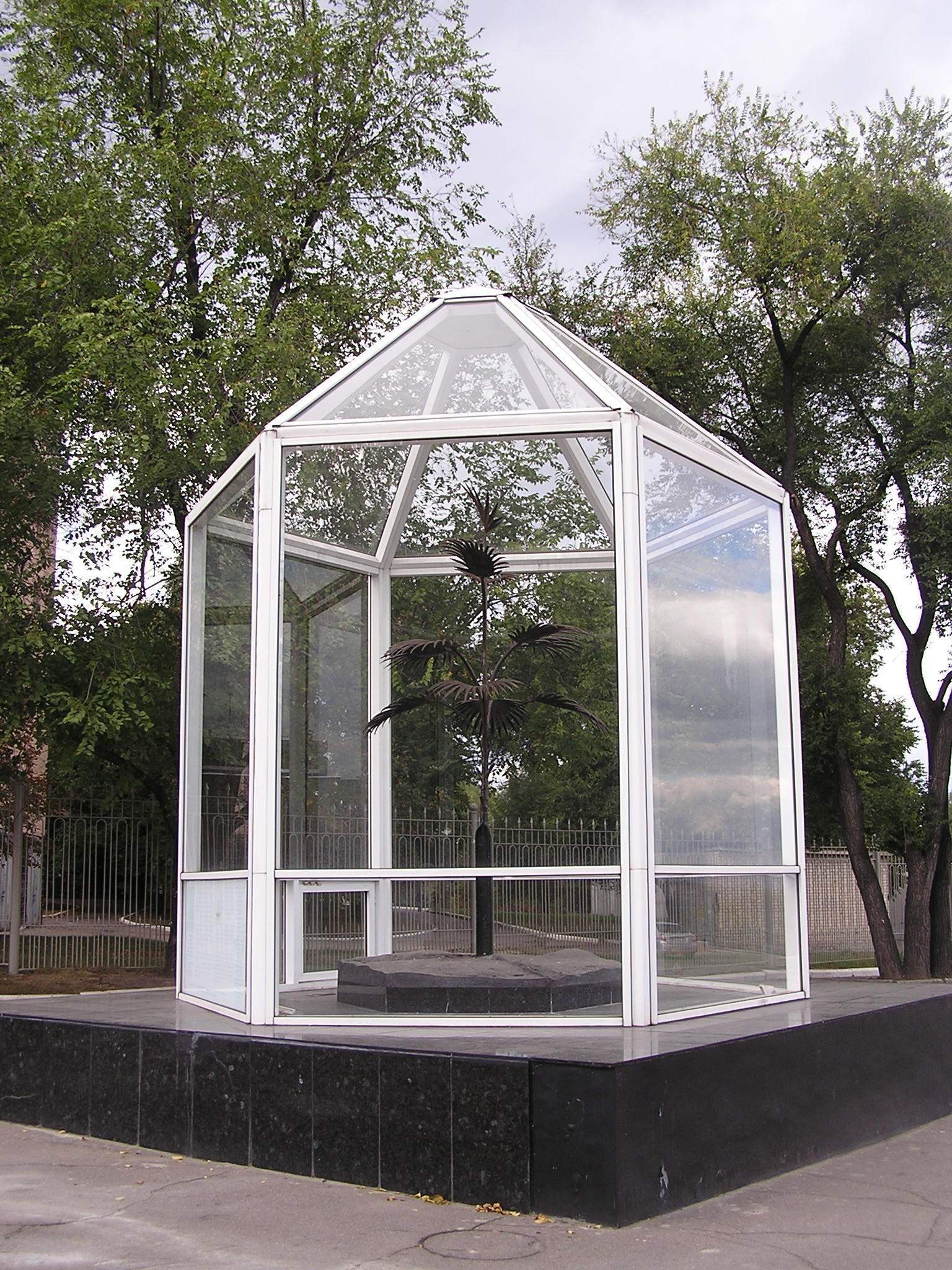
Копия Пальмы Мерцалова у «ЭкспоДонбасс»

«ЭкспоДонбасс» (укр. «ЕкспоДонбас») — специализированный выставочный центр, один из крупнейших выставочных центров на Украине и крупнейший на востоке Украины. Находится в Киевском районе Донецка по адресу ул. Челюскинцев, 189В между Дворцом молодёжи «Юность» и Донецким краеведческим музеем.
Был построен для проведения международной специализированной выставки «Уголь-83», после которой в выставочном центре стали проводиться тематические выставки.
Ежегодно в «Эксподонбассе» проводится до 20-30 выставок, в том числе международных.
Международная специализированная выставка оборудования, техники и технологии горных разработок «Уголь/Майнинг», которая проходила в «Эксподонбассе» была награждена знаком Международного союза выставок и ярмарок, а также Знаком Союза международных выставок.
Выставочный центр имеет 32 000 м² выставочных площадей, 18 000 м² из которых — закрытые. Выставочные залы размещены на трёх уровнях. Павильон спроектирован таким образом, что допускается одновременное проведение нескольких различных выставок.
Высота залов на первом этаже — 4 метра, на втором — 11 метров, на третьем — 3 метра. Залы первого и второго этажей рассчитаны на общую нагрузку на пол до 3 т/м², а третьего — 1 т/м².
Первый этаж «Эксподонбасса» содержит два зала: «зелёный» и «жёлтый». Площадь залов составляет по 600 м². Второй этаж «Эксподонбасса» главный выставочный зал, площадь которого составляет 2400 м². Выставочная площадь третьего этажа — 1700 м². Площадь открытых площадок составляет — 13 500 м². В 2008 году был открыт новый корпус СВЦ площадью 10 тыс. м² с высокими потолками, в котором можно размещать сложные выставочные конструкции (раньше на этом месте была автомобильная парковка)..
12 сентября 1999 года на площади выставочного центра «Эксподонбасс» была установлена точная копия пальмы Мерцалова работы Сергея Каспрука. Планировалось, что эта копия станет одним из экспонатов создаваемого в Донецке национального музея истории промышленности Украины, но в настоящее время музей так и не создан. Эта копия хранится накрытой стеклянным колпаком.
Около выставочного комплекса расположен каскад фонтанов, который был построен одновременно со зданием. Это фонтаны-градирни, которые усиливают систему кондиционирования помещений выставочного комплекса и включаются только во время проведения крупнейших выставок. Также каскад фонтанов включался во время Донецкого инвестиционного форума в 2010 году.
В ночь с 14 на 15 августа 2014 года фасад здания был повреждён в результате артиллерийского обстрела из тяжёлых орудий.